# 고창읍
고창읍(高敞邑)은 대한민국 전북특별자치도 고창군의 군청 소재지이다.

## 개요
교통의 요지로 농산물의 집산이 많은 곳이다. 부근에는 선운산 도립공원이 있으며, 선운사를 비롯하여 고창읍성, 문수사, 방장산, 농추폭포, 소요사 등이 있다. 교육기관으로는 고등학교 9개 교, 중학교 14개 교, 초등학교 48개 교가 있다. 고창문화원에서는 지역문화의 활성화를 위해 모양제(牟陽祭)라는 향토문화제를 열고 있으며, 원불교가 영광에서 시작된 관계로 원불교 신자가 많이 있다.

## 법정리

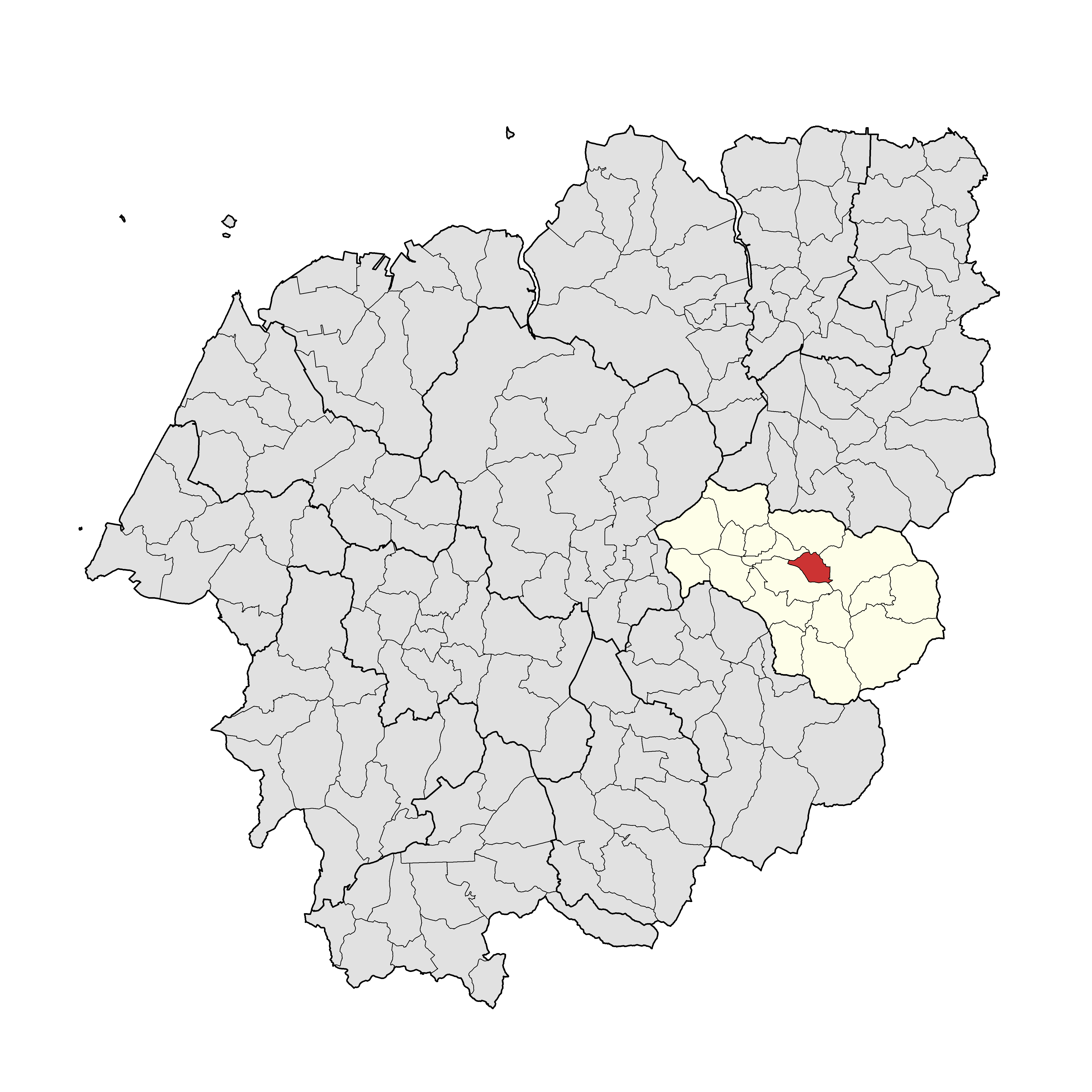
교촌리
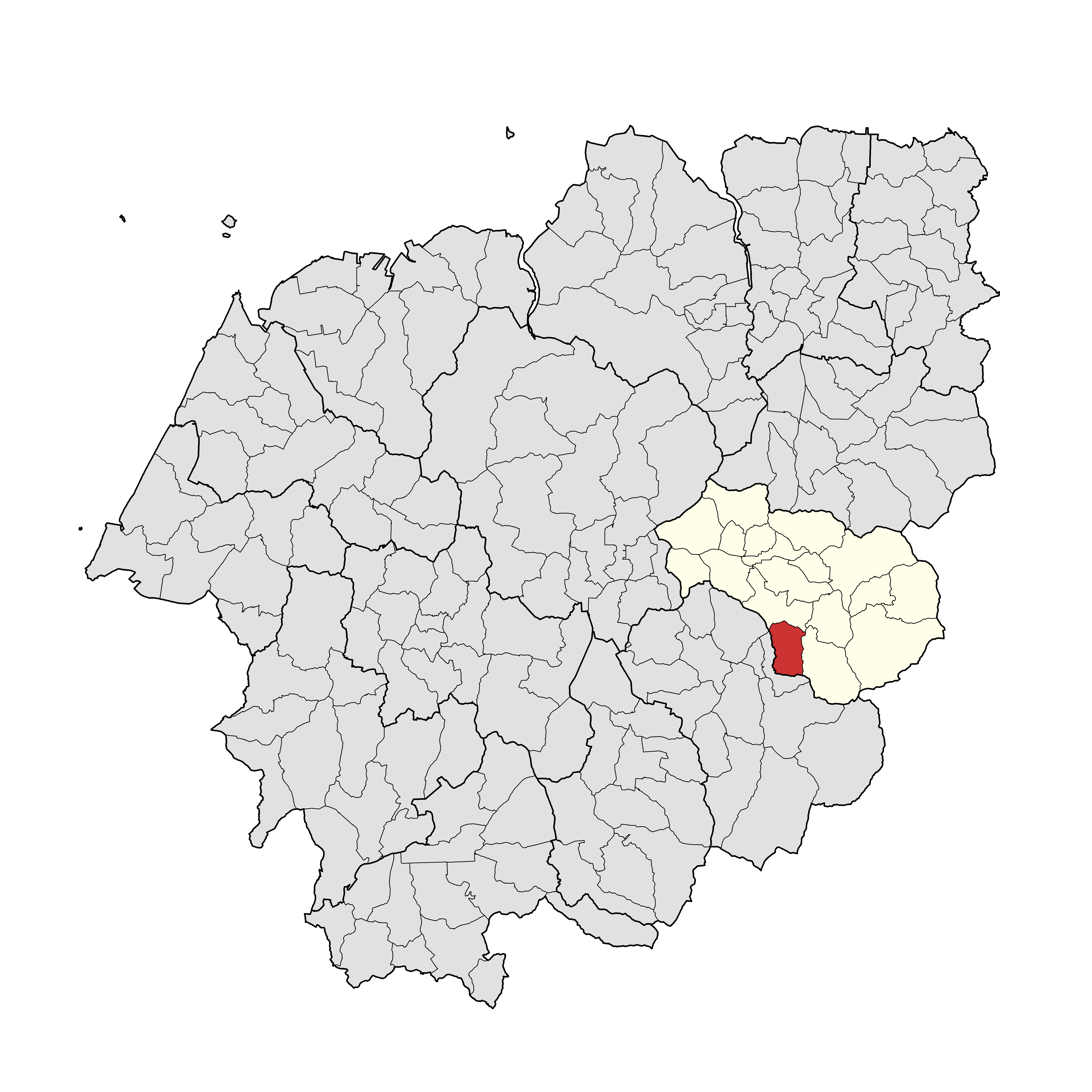
내동리
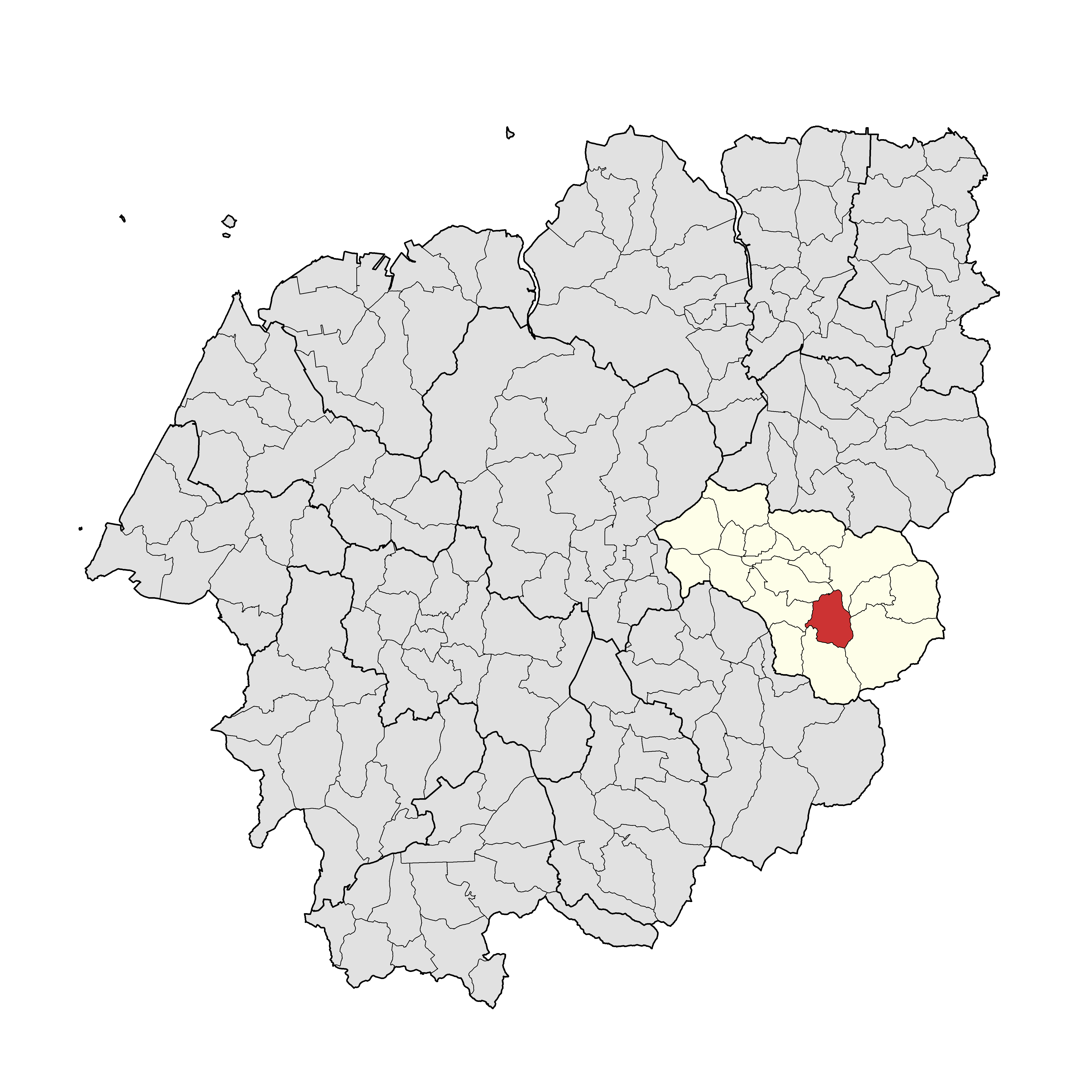
노동리
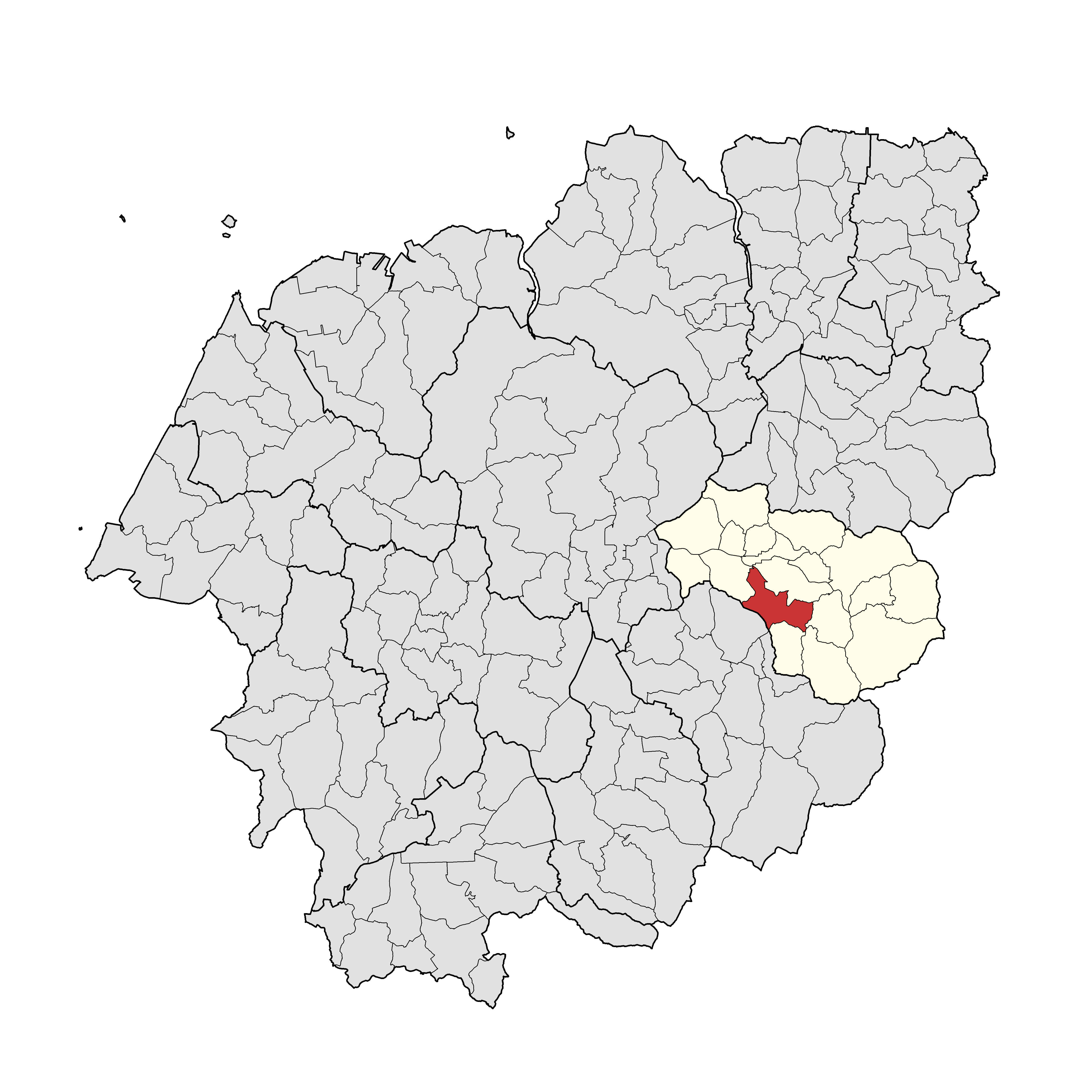
덕산리
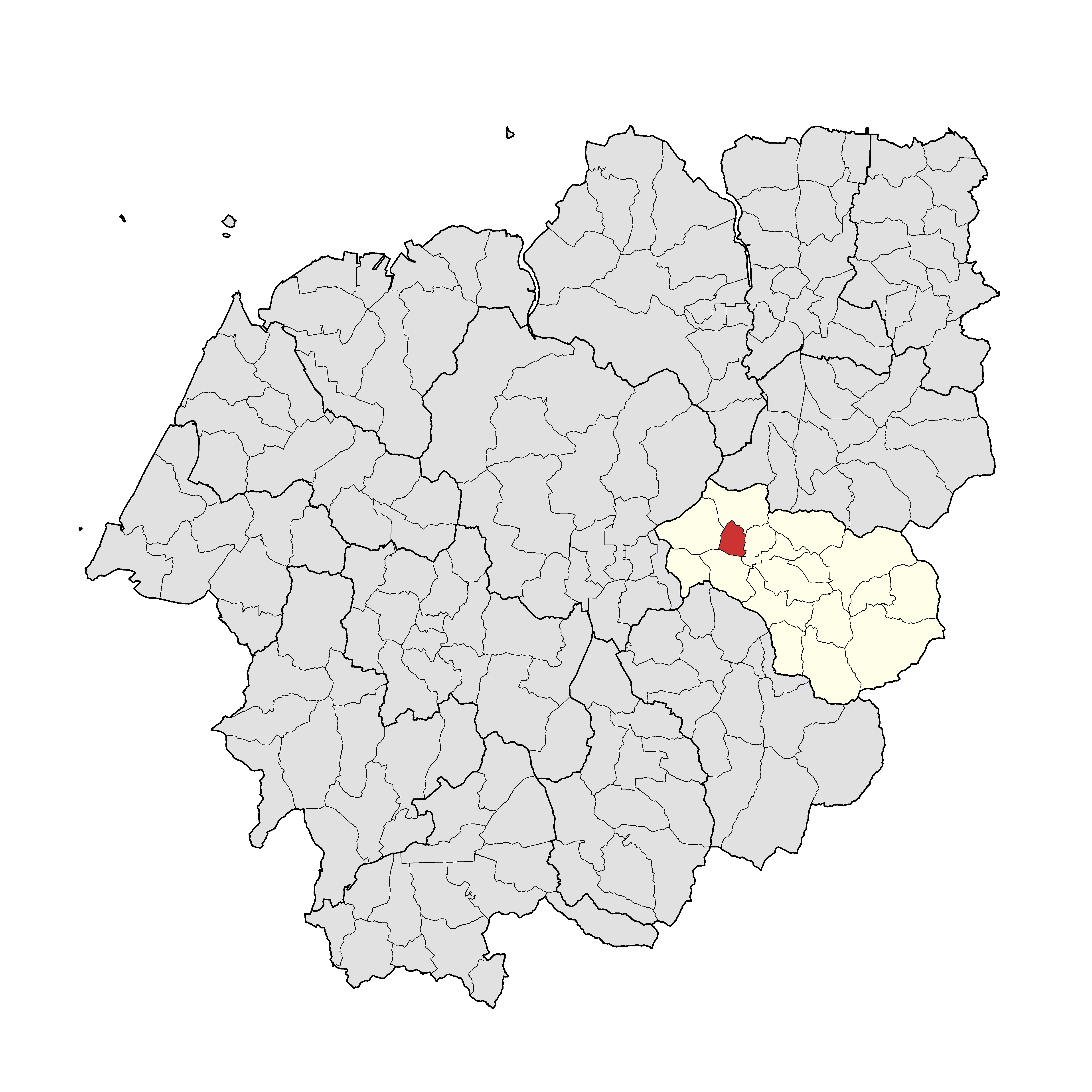
덕정리
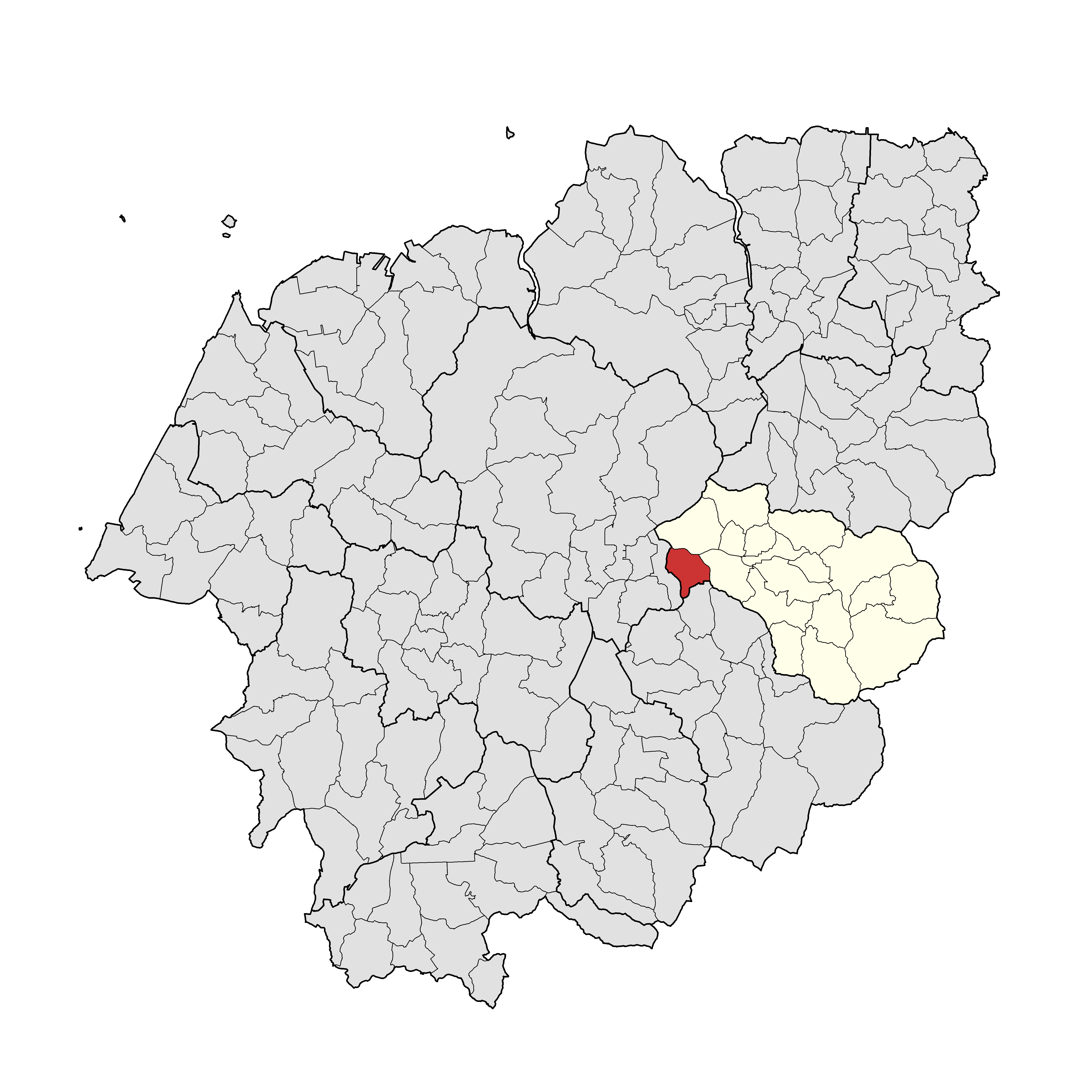
도산리
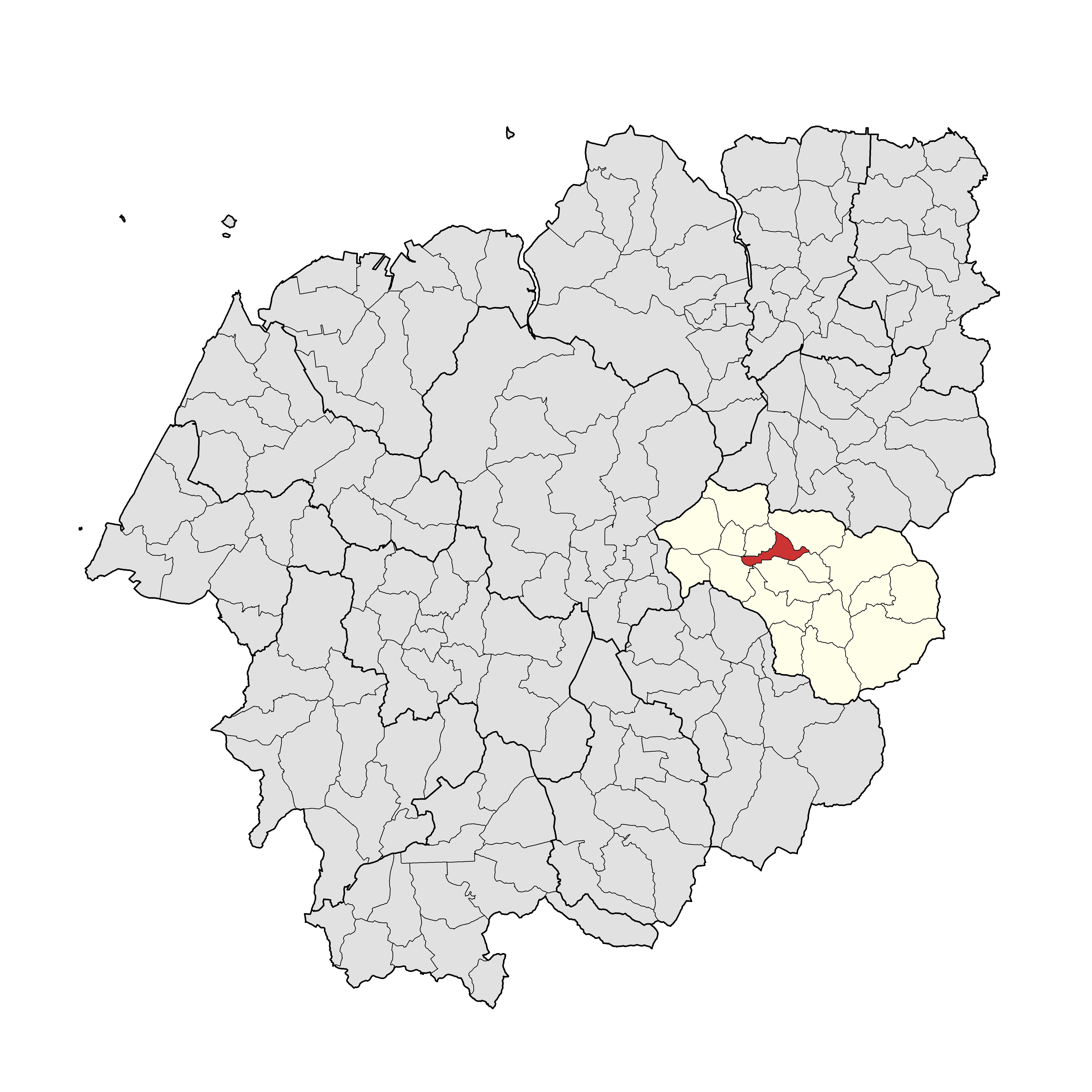
석교리
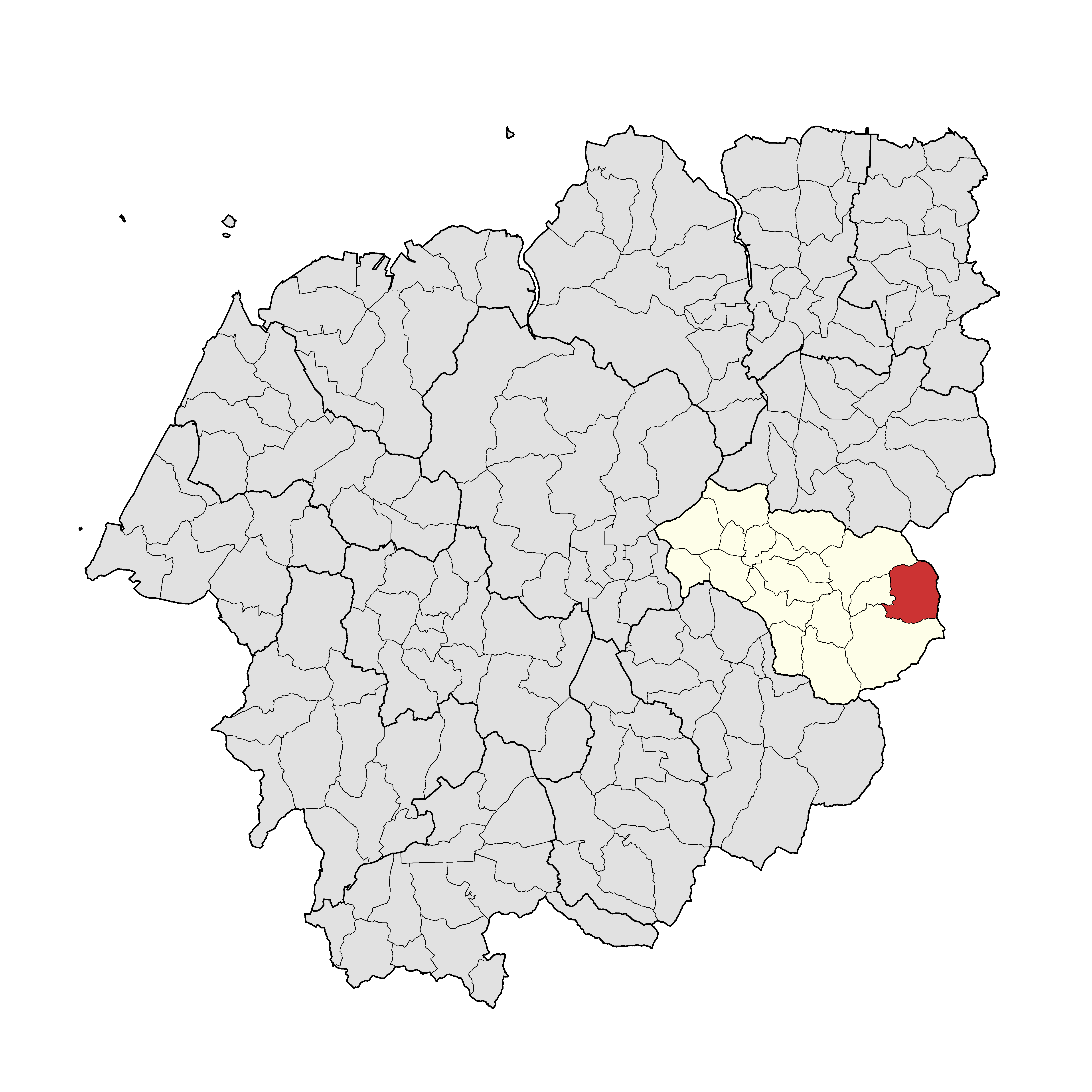
석정리
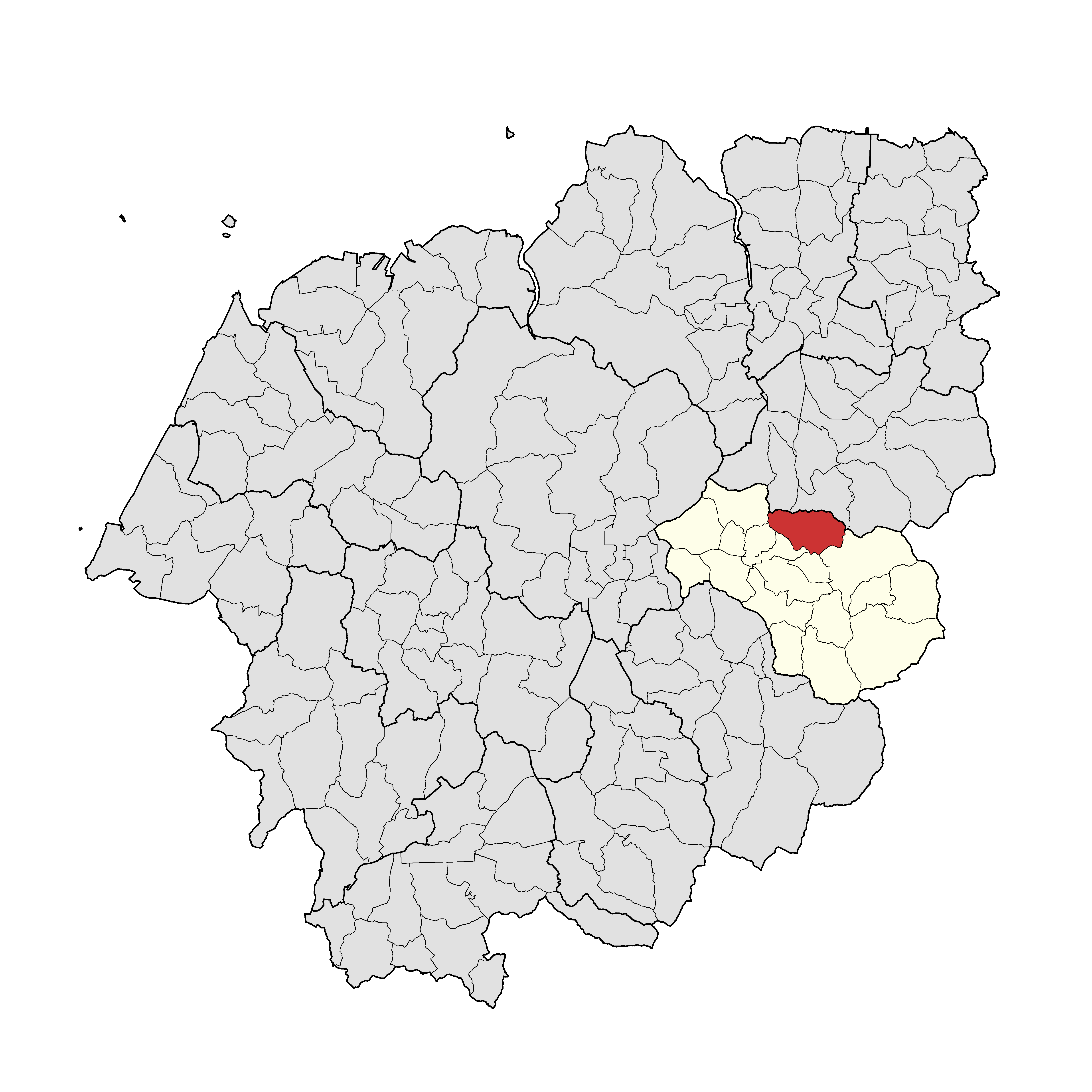
성두리
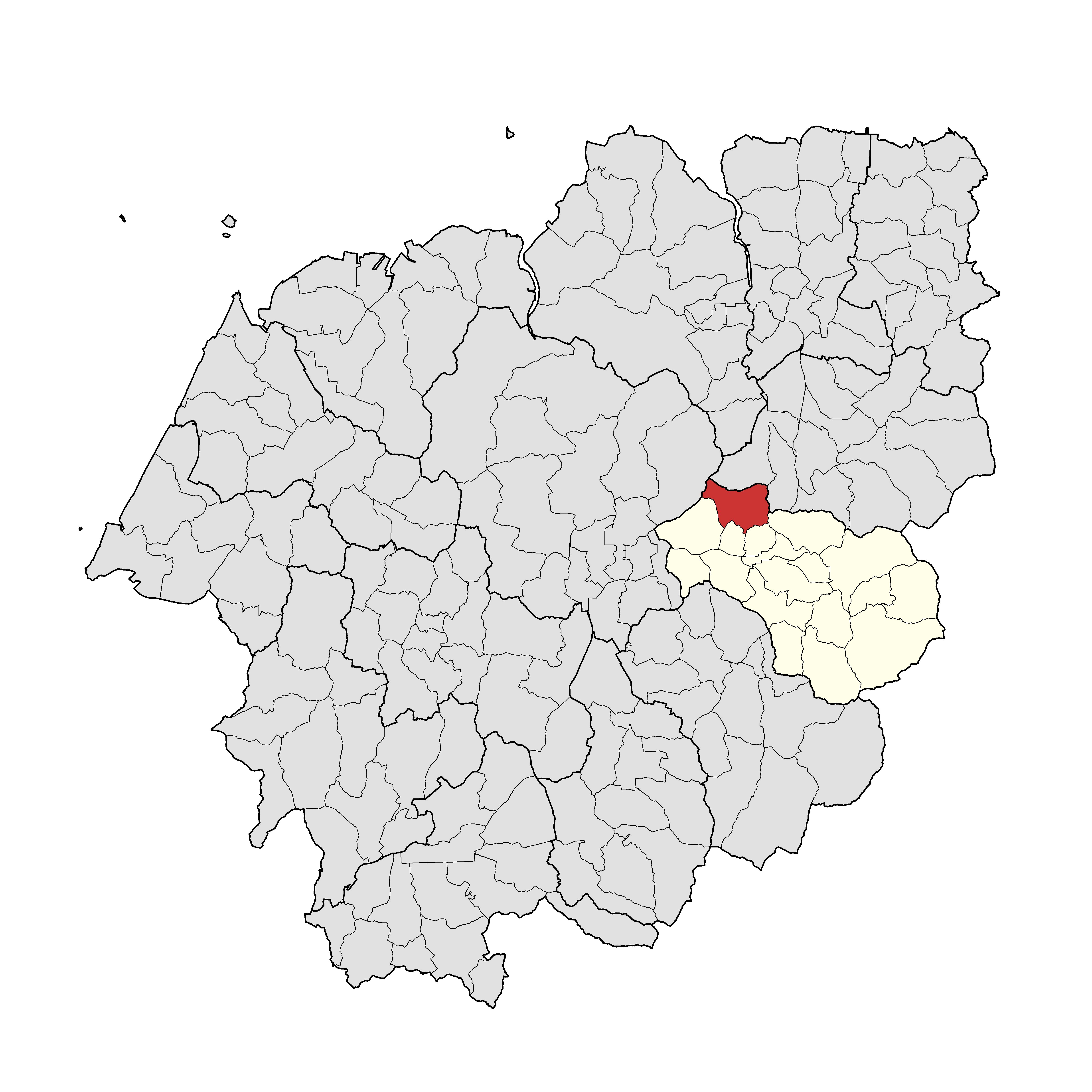
신월리
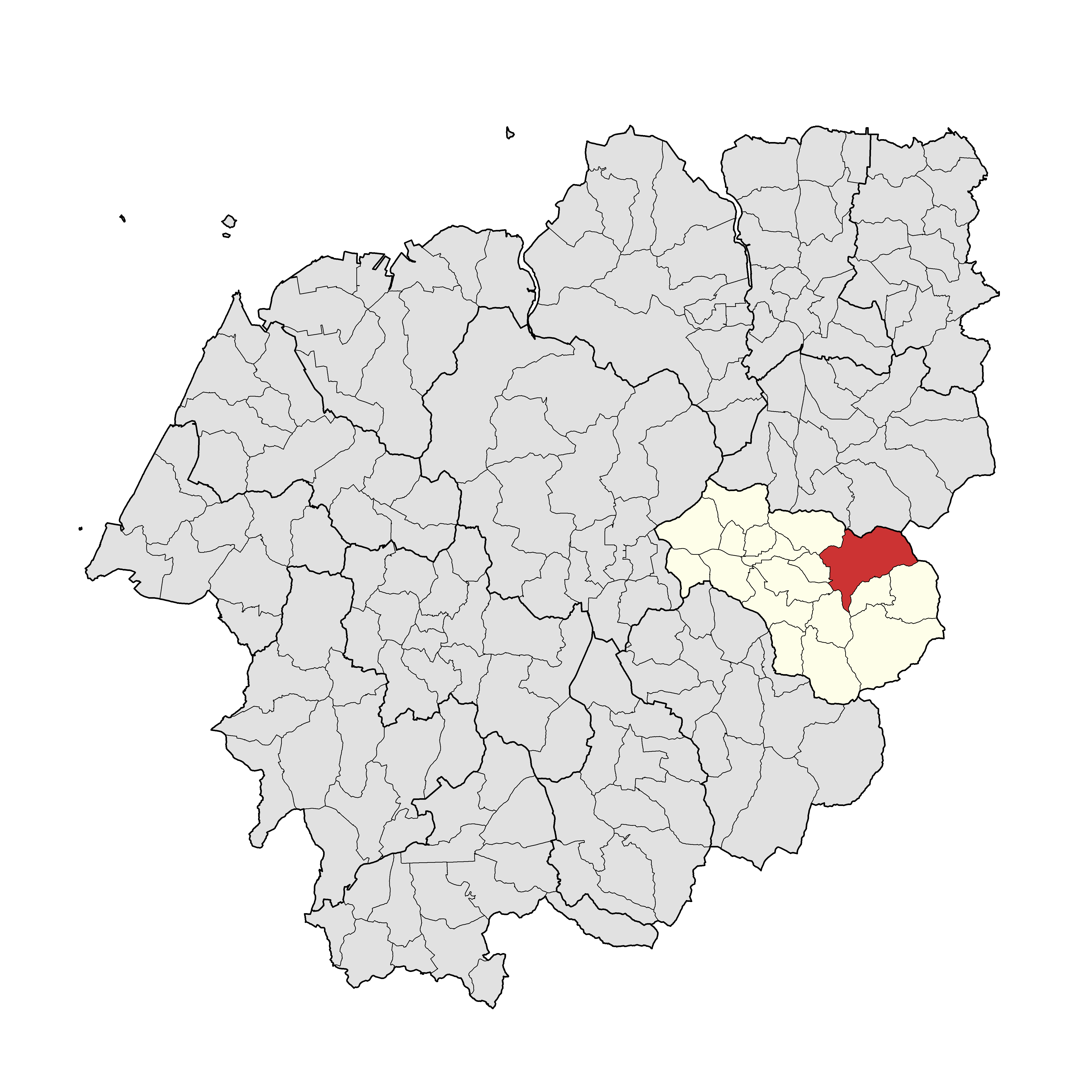
월곡리
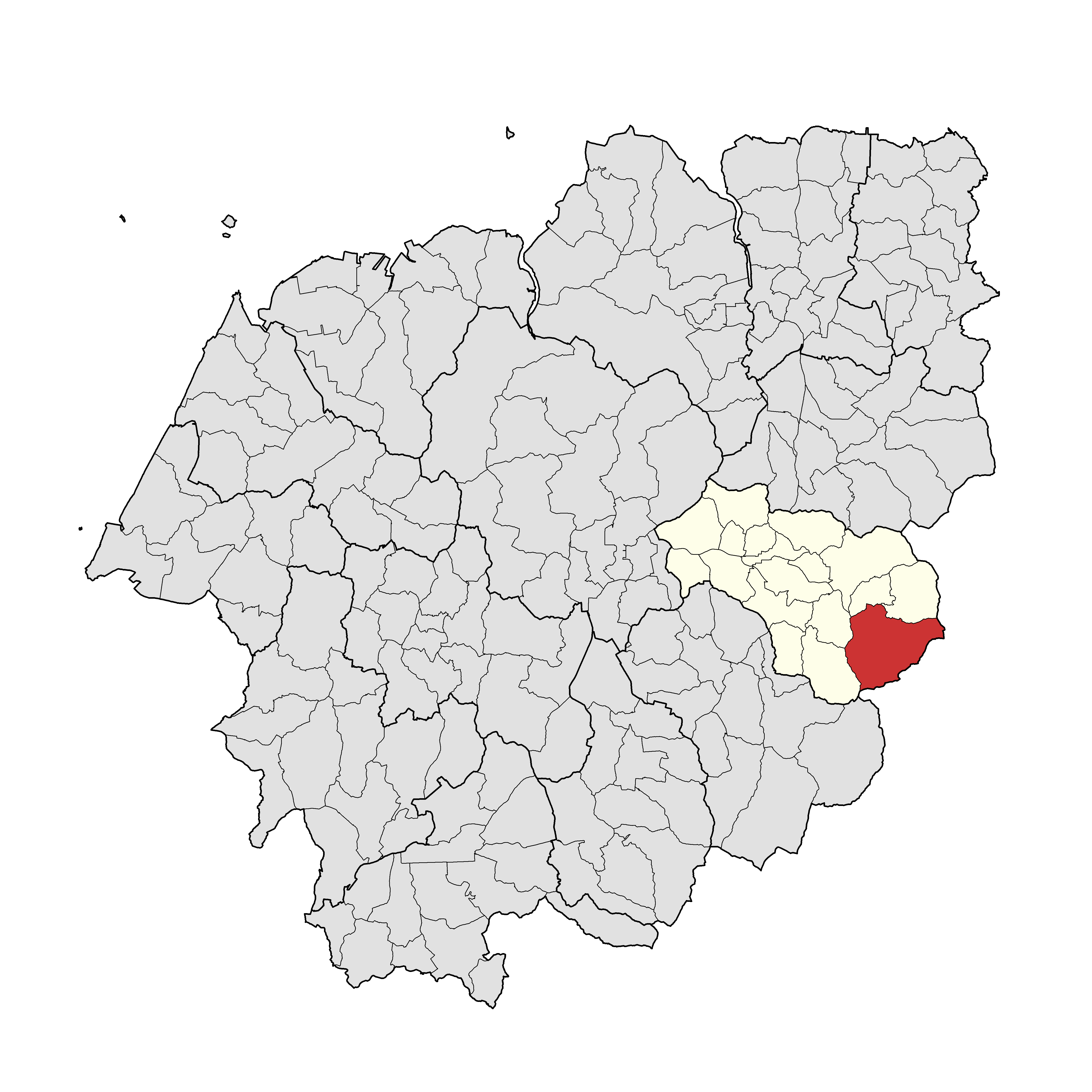
월산리
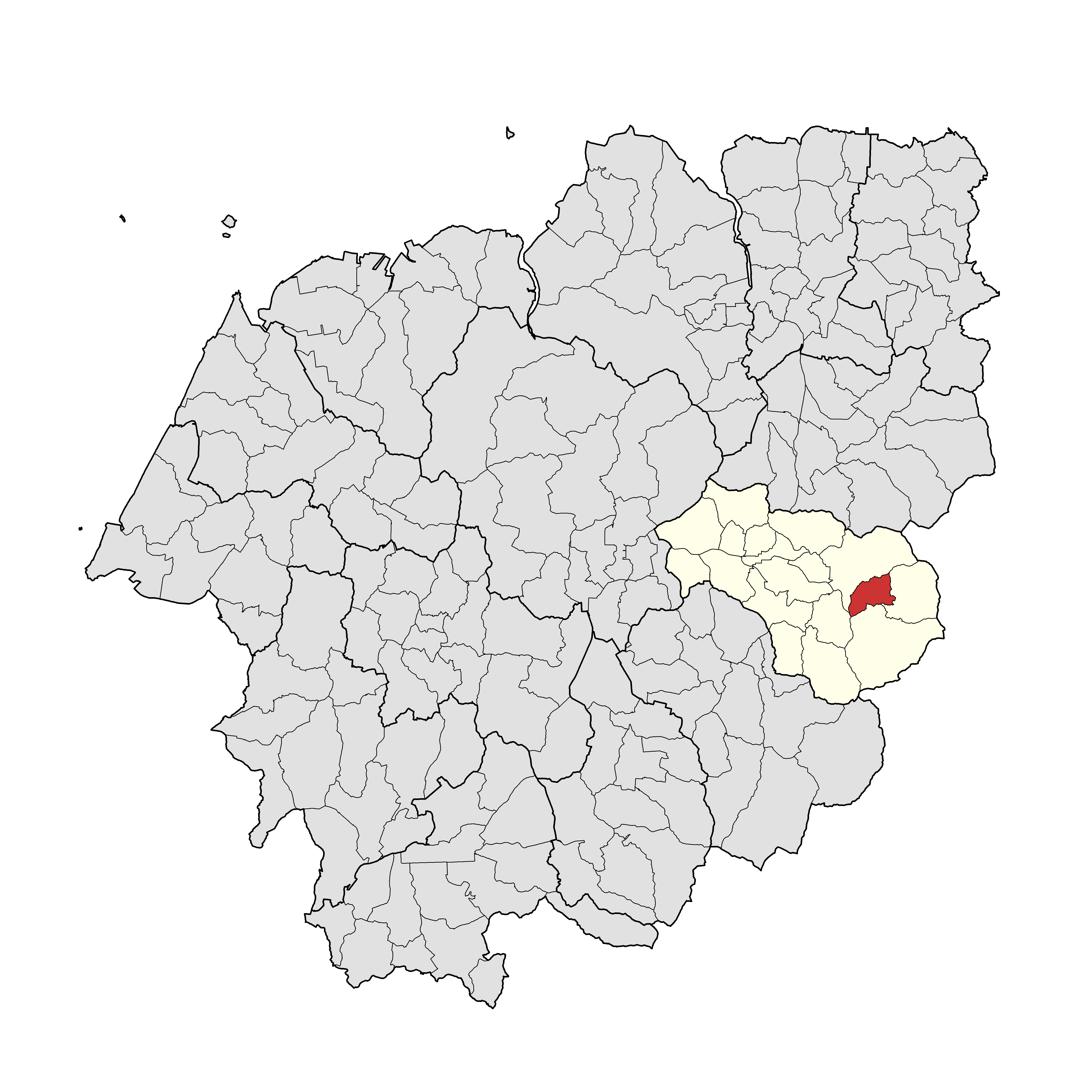
월암리
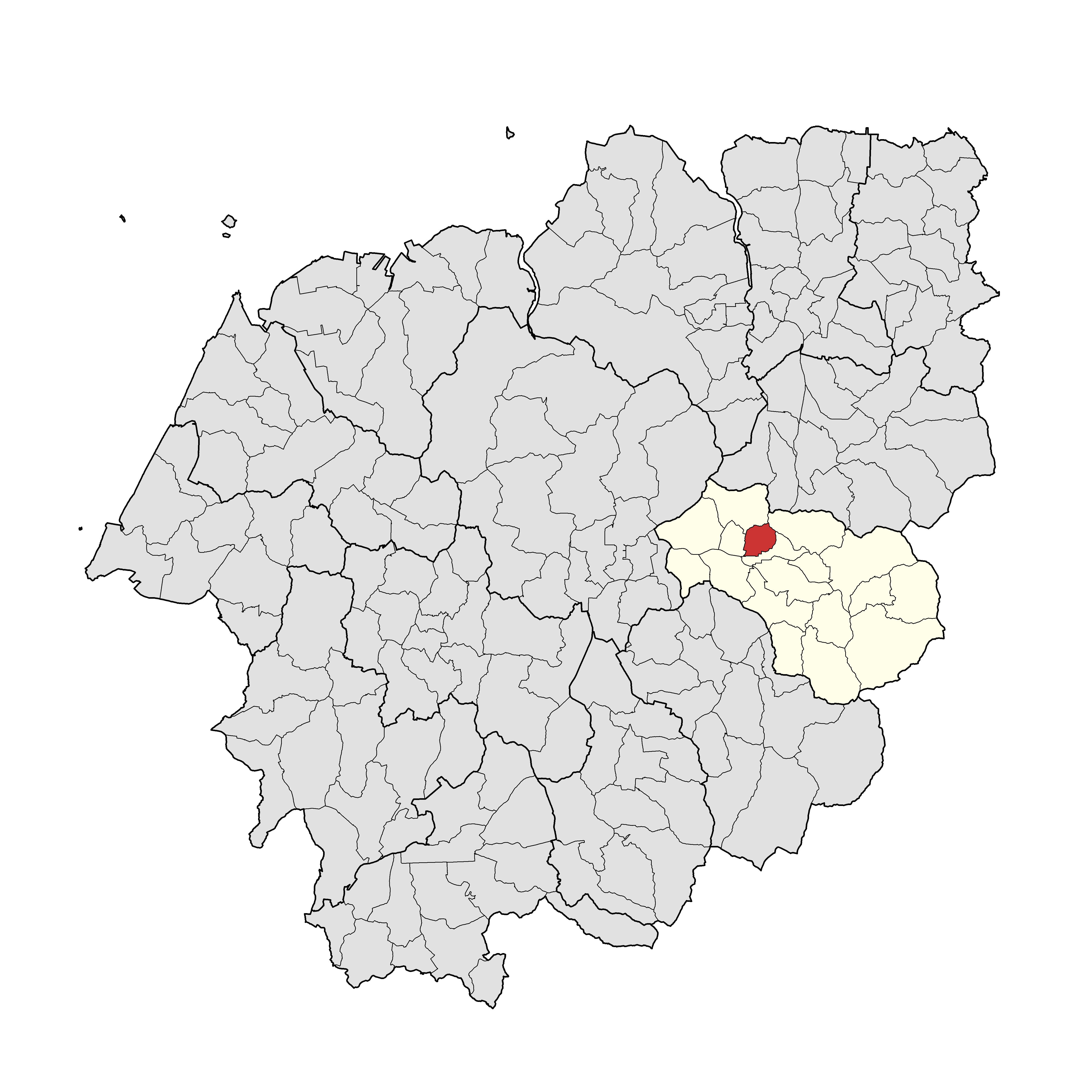
율계리
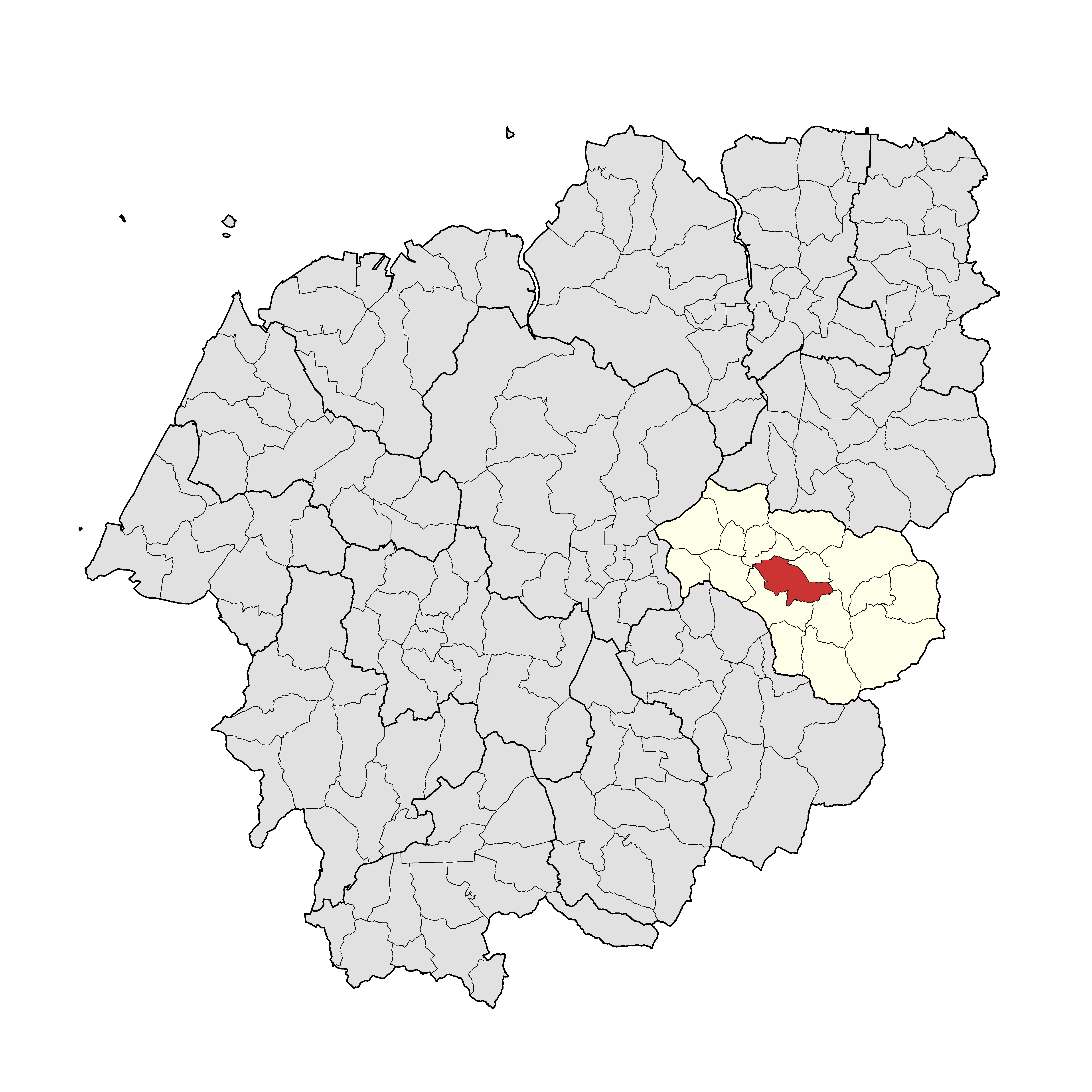
읍내리
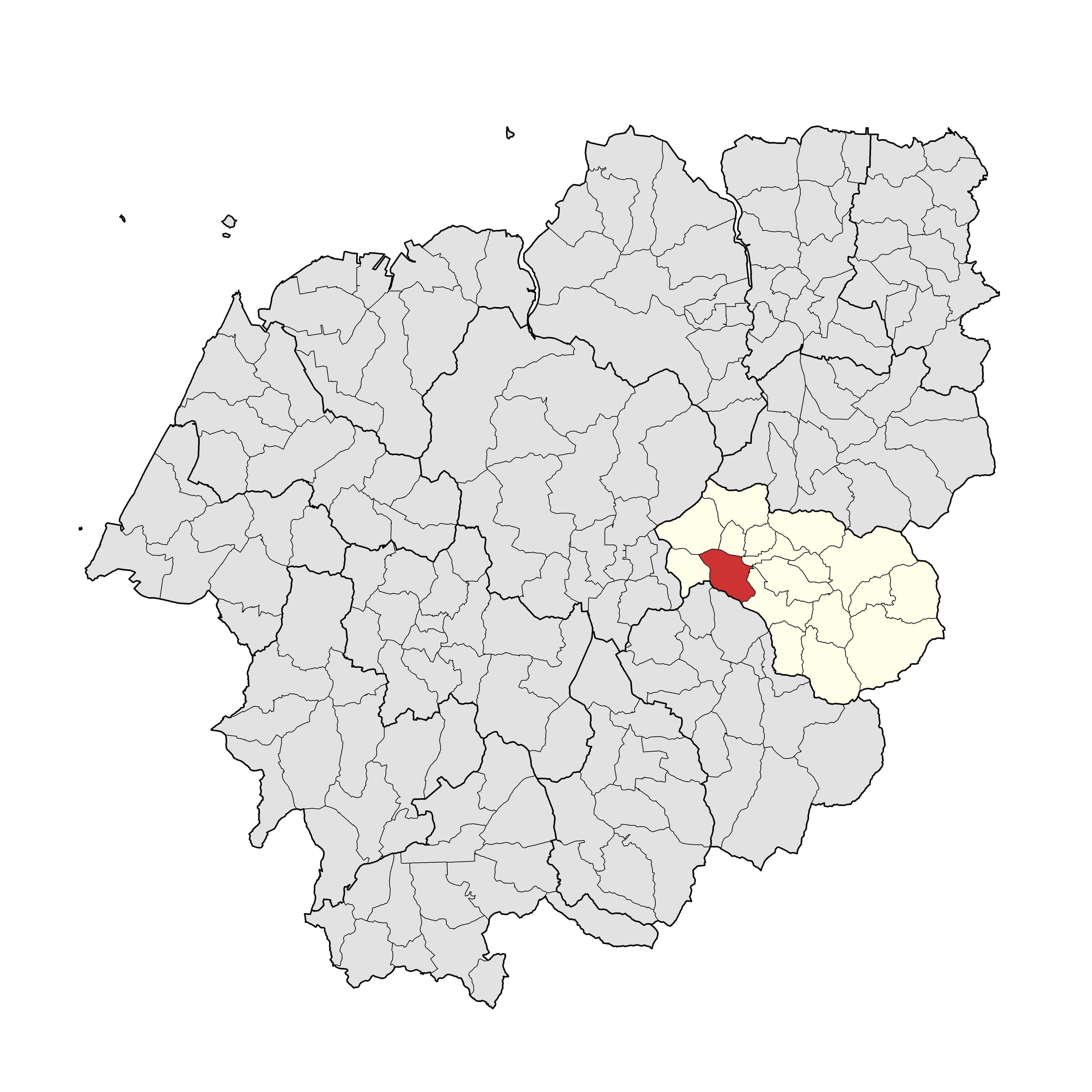
주곡리
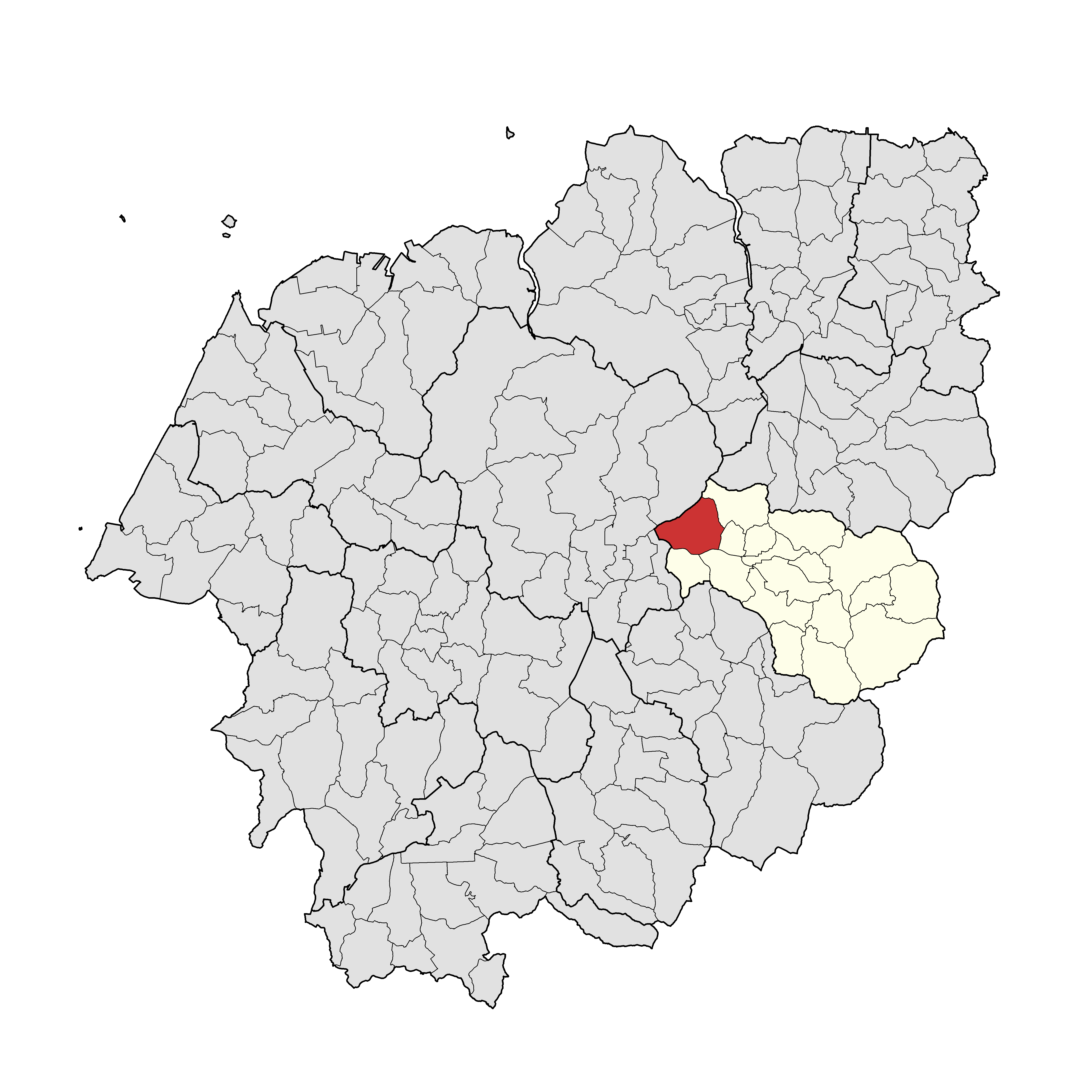
죽림리
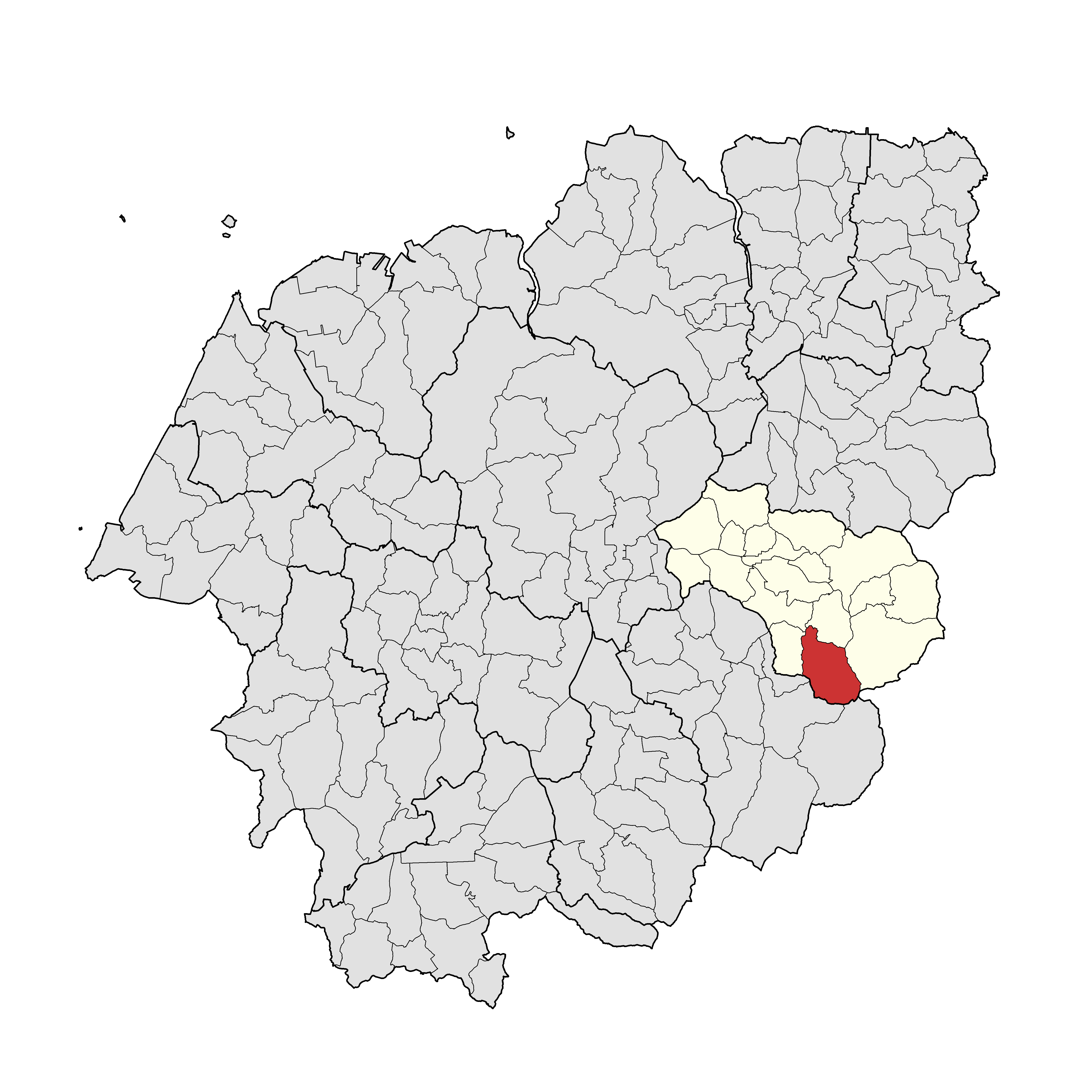
화산리

## 관광
- 고창읍성
- 고창 고인돌유적[1]
- 신재효 선생의 고택
- 전봉준 장군의 생가터
- 월곡휴양림
- 방장산 등산로
- 노동저수지

## 문화
- 고창고인돌박물관
- 고창판소리박물관
- 고창군립미술관
- 고창군립도서관

## 교육

### 초등학교
- 고창초등학교 (교촌리)
- 고창남초등학교 (읍내리)
- 고창서초등학교 (폐교) - 태봉로 575 (덕정리)

### 중학교
- 고창중학교
- 고창고등학교
- 자유중학교

### 고등학교
- 강호항공고등학교
- 고창고등학교
- 자유고등학교

### 대학교
- 전북대학교 고창캠퍼스

## 교통
- 고창공용버스터미널

## 아파트
| 단지명            | 주소                | 시행사       | 건설사     | 입주        | 비고     |
| ----------------- | ------------------- | ------------ | ---------- | ----------- | -------- |
| 고창월곡 주공     | 월곡1길 43 (월곡리) | 대한주택공사 | 한국건설㈜ | 2000년 3월  |          |
| 고창읍내 휴먼시아 | 성산로 19 (읍내리)  | 대한주택공사 | 중흥건설   | 2009년 10월 | 국민임대 |
| 온천마을 제일     | 월곡로 83 (월곡리)  | ㈜제일건설   | ㈜제일건설 | 1999년 12월 |          |

- 광신프로그레스 - 2025년 12월 (예정) / 광신종합건설